# Apfelallee 17 (München)

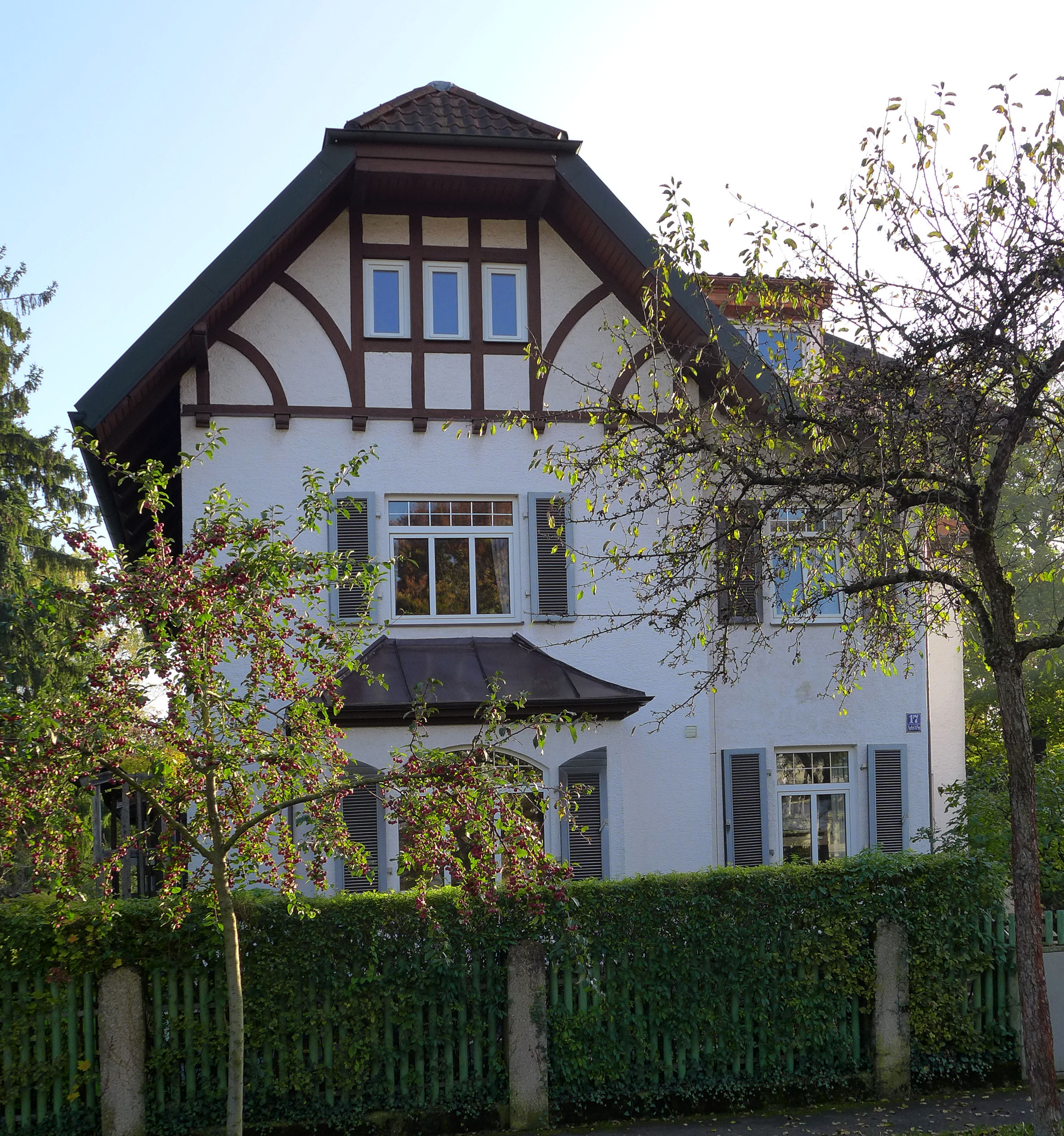
Villa Apfelallee 17 im Stadtteil Obermenzing von München

Das Gebäude Apfelallee 17 im Stadtteil Obermenzing der bayerischen Landeshauptstadt München wurde 1908 errichtet. Die Villa in der Apfelallee der Villenkolonie Pasing II ist ein geschütztes Baudenkmal.
Der zweigeschossige Bau mit Erdgeschosserker wurde nach Plänen von Johann Schalk im Reformstil errichtet. Das Treppenhaus ist als polygonaler Risalit ausgebildet.  